# 四君子湯
四君子湯是傳統中醫流傳下來的藥方，最早出現記載於宋朝的「和劑局方」。而四君子湯就是使用人參、白朮、茯苓及甘草這四種中藥材。一般來說，它具有滋胃健脾、補陽益氣的效果，常應用於治療慢性胃炎、胃及十二指腸潰瘍、慢性肝炎、慢性腸胃炎、貧血、胃腸虛弱、食慾不振、嘔吐、下痢、老人虛弱出血、四肢無力症、痔疾、脫肛、半身不遂、遺尿症等證屬脾胃氣虛者。

## 外部連結
- 四君子湯 中藥方劑圖像數據庫 (香港浸會大學中醫藥學院) （中文）（英文）